# Piper attenuatamentum
Piper attenuatamentum är en pepparväxtart som beskrevs av William Trelease. Piper attenuatamentum ingår i släktet Piper och familjen pepparväxter. Inga underarter finns listade i Catalogue of Life.